# Relações entre Índia e Tailândia
As relações entre Índia e Tailândia referem-se às relações diplomáticas entre a República da Índia e o Reino da Tailândia, estabelecidas em 1947, logo depois que a Índia alcançou sua independência. Índia e Tailândia compartilham uma fronteira marítima, através do Mar de Andamão. Desde 2001, os laços entre os dois países vem se estreitando, nas esferas econômica e comerciais, com a assinatura de um grande número de acordos que conduzem a uma maior intensificação das relações. Tailândia e Índia estão em cooperação em vários fóruns multilaterais, como a parceria da Índia com a ASEAN, o Fórum Regional da ASEAN (ARF, na sigla em inglês) e a Cúpula do Leste Asiático, além do agrupamento subregional BIMSTEC, que envolve tanto a Índia quanto a Tailândia e outros países próximos. A Índia é um membro do Diálogo de Cooperação da Ásia (ACD, na sigla em inglês), iniciado pela Tailândia em 2002, e da Cooperação Mecom-Ganges (MGC, na sigla em inglês), um grupo de seis países.
A embaixada da Tailândia na Índia está localizada em Nova Déli, com três consulados em Bombaim, Calcutá e Chennai. A Índia mantém sua embaixada em Bancoque e um consulado em Chiang Mai, no norte tailandês.

## História
Além disso, Índia e Tailândia foram culturalmente ligadas durante séculos e a Índia teve uma influência profunda sobre a cultura tailandesa. Há um número considerável de palavras tais que são derivadas do sânscrito da linguagem clássica da Índia. O páli, que era a língua do Reino de Mágada, é outra raiz importante do vocabulário tailandês. O Budismo, a religião principal da Tailândia, originou-se na Índia. A história hindu do Ramáiana também é bem conhecida em toda a Tailândia em nome Ramakien.

## Relações recentes
Em 2011, Abhisit Vejjajiva, então primeiro-ministro da Tailândia, fez uma visita de Estado à Índia em abril, a convite de Manmohan Singh, primeiro-ministro da Índia à época. Ambos os líderes concordaram em aumentar a interação cultural, a conectividade e o reforço do comércio através dos quadros bilaterais e regionais e do espaço que a Índia dispõe na ASEAN, BIMSTEC e MGC. Também foi decidido aumentar o comércio entre dois países da sua cifra de 2010 para a sua atual cifra, estabelecida em 2014.
Yingluck Shinawatra, também como primeira-ministra da Tailândia, fez uma visita de Estado em janeiro de 2012, como uma convidada principal da República da Índia. Como resultado da visita, 6 acordos bilaterais foram assinados, incluindo tratados de transferência de pessoas condenadas, com vistas para cumprir o tempo de prisão em seus países de origem.
Em um grande impulso para a cooperação bilateral na área de segurança, Índia e Tailândia assinaram o Tratado de Extradição em 2013. O tratado estabelece o quadro jurídico para a procura de extradição de infractores em fuga, incluindo aqueles envolvidos no terrorismo, crimes transnacionais e infracções económicas. Isso vai ajudar os países a acelerar a extradição de fugitivos. O tratado visa fortalecer ainda mais a relação entre duas agências de aplicação da lei, fornecendo uma base jurídica sólida para a sua cooperação bilateral.